# Elecciones municipales de Cajamarca de 1980
Las elecciones municipales de Cajamarca de 1980 se llevaron a cabo el 23 de noviembre de 1980 para elegir al alcalde y al Concejo Provincial del Cajamarca para el periodo 1981-1983. La elección se celebró simultáneamente con elecciones municipales en todo el país. Fueron las primeras elecciones municipales en la provincia desde 1980, tras 12 años de gobierno militar.

## Sistema electoral
La Municipalidad Provincial de Cajamarca es el órgano administrativo y de gobierno de la provincia de Cajamarca. Está compuesta por el alcalde y el Concejo Provincial.
La votación del alcalde y el concejo se realiza en base al sufragio universal, que comprende a todos los ciudadanos nacionales mayores de dieciocho años, empadronados y residentes en la provincia de Cajamarca y en pleno goce de sus derechos políticos, así como a los ciudadanos no nacionales residentes y empadronados en la provincia de Cajamarca.
El Concejo Provincial de Cajamarca está compuesto por 19 regidores elegidos por sufragio directo para un período de tres (3) años, en forma conjunta con la elección del alcalde (quien lo preside). La votación es por lista cerrada y bloqueada. Se asigna a la lista ganadora los escaños según el método d'Hondt.

## Partidos y candidatos
A continuación se muestra una lista de los principales partidos y alianzas electorales que participaron en las elecciones:
| Candidatura | Candidatura | Partidos y alianzas | Candidatos | Candidatos            | Ideología                                               | Ref. |
| ----------- | ----------- | --- | ---------- | --------------------- | ------------------------------------------------------- | ---- |
|             | APRA        | Lista - Partido Aprista Peruano (APRA) |            | Víctor Noriega Valera | Aprismo                                                 |      |
|             | AP          | Lista - Acción Popular (AP) |            | Salustio Muñoz Arana  | Humanismo Nacionalismo cívico Reformismo                |      |
|             | PPC         | Lista - Partido Popular Cristiano (PPC) |            | Juan Arce del Campo   | Conservadurismo social Humanismo Democracia cristiana   |      |
|             | IU          | Lista - Izquierda Unida (IU) – Unión de Izquierda Revolucionaria (UNIR) – Unidad Democrático Popular (UDP) – Partido Socialista Revolucionario (PSR) – Partido Comunista Revolucionario (PCR) – Partido Comunista Peruano (PCP) – Frente Obrero Campesino Estudiantil y Popular (FOCEP) |            | Eduardo Burga Bartra  | Marxismo-leninismo Mariateguismo Socialismo democrático |      |

## Resultados

### Sumario general
|                        |                                 |              |              |              |           |           |
| Partidos y coaliciones | Partidos y coaliciones          | Voto popular | Voto popular | Voto popular | Regidores | Regidores |
| Partidos y coaliciones | Partidos y coaliciones          | Votos        | %            | ±pp          | Total     | +/−       |
|                        | Partido Aprista Peruano (APRA)  | 17,110       | 49.21        | n/a          | 10        | n/a       |
|                        | Acción Popular (AP)             | 12,253       | 35.24        | n/a          | 7         | n/a       |
|                        | Izquierda Unida (IU)            | 4,603        | 13.24        | n/a          | 2         | n/a       |
|                        | Partido Popular Cristiano (PPC) | 802          | 2.31         | n/a          | 0         | n/a       |
|                        |                                 |              |              |              |           |           |
| Total                  | Total                           | 34,768       |              |              | 19        | n/a       |
|                        |                                 |              |              |              |           |           |
| Votos válidos          | Votos válidos                   | 34,768       | 77.97        | n/a          |           |           |
| Votos en blanco        | Votos en blanco                 | 2,815        | 6.31         | n/a          |           |           |
| Votos nulos            | Votos nulos                     | 7,010        | 15.72        | n/a          |           |           |
| Votos emitidos         | Votos emitidos                  | 44,593       | 69.46        | n/a          |           |           |
| Abstenciones           | Abstenciones                    | 19,605       | 30.54        | n/a          |           |           |
| Votantes registrados   | Votantes registrados            | 64,198       |              |              |           |           |
|                        |                                 |              |              |              |           |           |
| Fuente:                |                                 |              |              |              |           |           |

## Elecciones municipales distritales

### Resultados por distrito
La siguiente tabla enumera el control de los distritos de la provincia de Cajamarca.
| Distrito           | Alcalde(sa) electo(a)        | Partido político | Partido político        |
| ------------------ | ---------------------------- | ---------------- | ----------------------- |
| Asunción           | Milciades Posadas Méndez     |                  | Partido Aprista Peruano |
| Chetilla           | Teófilo Quito Tambillo       |                  | Acción Popular          |
| Cospán             | Gilberto Aréstegui Alcántara |                  | Partido Aprista Peruano |
| Encañada           | Segundo Pajares Bringas      |                  | Partido Aprista Peruano |
| Ichocán            | Luis Spelucín Tapia          |                  | Partido Aprista Peruano |
| Jesús              | Julio Silva Cueva            |                  | Partido Aprista Peruano |
| Llacanora          | Leoncio Linares Salazar      |                  | Partido Aprista Peruano |
| Los Baños del Inca | César Ángeles Ravines        |                  | Partido Aprista Peruano |
| Magdalena          | Absalón Soriano Vergara      |                  | Partido Aprista Peruano |
| Matara             | César Araujo Cabrera         |                  | Partido Aprista Peruano |
| Namora             | Sergio Villar Romero         |                  | Partido Aprista Peruano |
| San Juan           | Julio Ravines Boñón          |                  | Partido Aprista Peruano |
| San Marcos         | César Velásquez Espinoza     |                  | Partido Aprista Peruano |
| San Pablo          | Jacinto Arribasplata Díaz    |                  | Partido Aprista Peruano |